# Heylaertsia quadripuncta
Heylaertsia quadripuncta är en fjärilsart som beskrevs av George Francis Hampson 1892. Heylaertsia quadripuncta ingår i släktet Heylaertsia och familjen säckspinnare. Inga underarter finns listade i Catalogue of Life.